# 나오미 나리 남
나오미 나리 남(Naomi Nari Nam, 1985년 7월 6일 미국 ~ )은 한국계 미국인 여자 피겨 스케이팅 선수이다. 한국계 이민 2세로 캘리포니아주에서 태어났으며, 대한민국 이름은 남나리이다.
1999년 전미 피겨 스케이팅 선수권 여자 싱글 부문에서 세계적인 선수인 미셸 콴에 이어 은메달을 따 내며 대한민국에 본격적으로 알려졌으며 대한민국 기업의 후원을 받고 광고에도 출연하였다. 2001년에 부상으로 활동을 잠시 중단했다. 2005년 싱글에서 페어로 전향하여 선수로 복귀했다. 테미스토클레스 레프테리어와 함께 페어 경기에 출전하여 전미 피겨스케이팅 선수권에서 2006년 5위, 2007년 3위, 2008년 7위에 올랐다. 그러나 2007년 9월 이후 고질적으로 계속되었던 엉덩이뼈 부상을 이기지 못하고 밴쿠버 동계 올림픽 출전을 포기하여 2008년 10월 11일 현역에서 은퇴하였다.
잠시 김연아의 전담 코치를 맡게 되어 알려진 피터 오퍼가드 코치는 나오미 나리 남이 페어로 전향했을 때 담당 코치였으며, 은퇴한 이후에는 피터와 함께 코치로 활동했다.

## 특이사항
- 한국계 2세 피겨스케이팅 선수, 2001년 부상 후 2005년 복귀

## 경력
- 1999년 전미 피겨스케이팅 여자 싱글 부문 2위
- 2006년 전미 피겨스케이팅 페어 부문 5위
- 2007년 전미 피겨스케이팅 페어 부문 3위
- 2008년 전미 피겨스케이팅 페어 부문 7위